# Pascalina

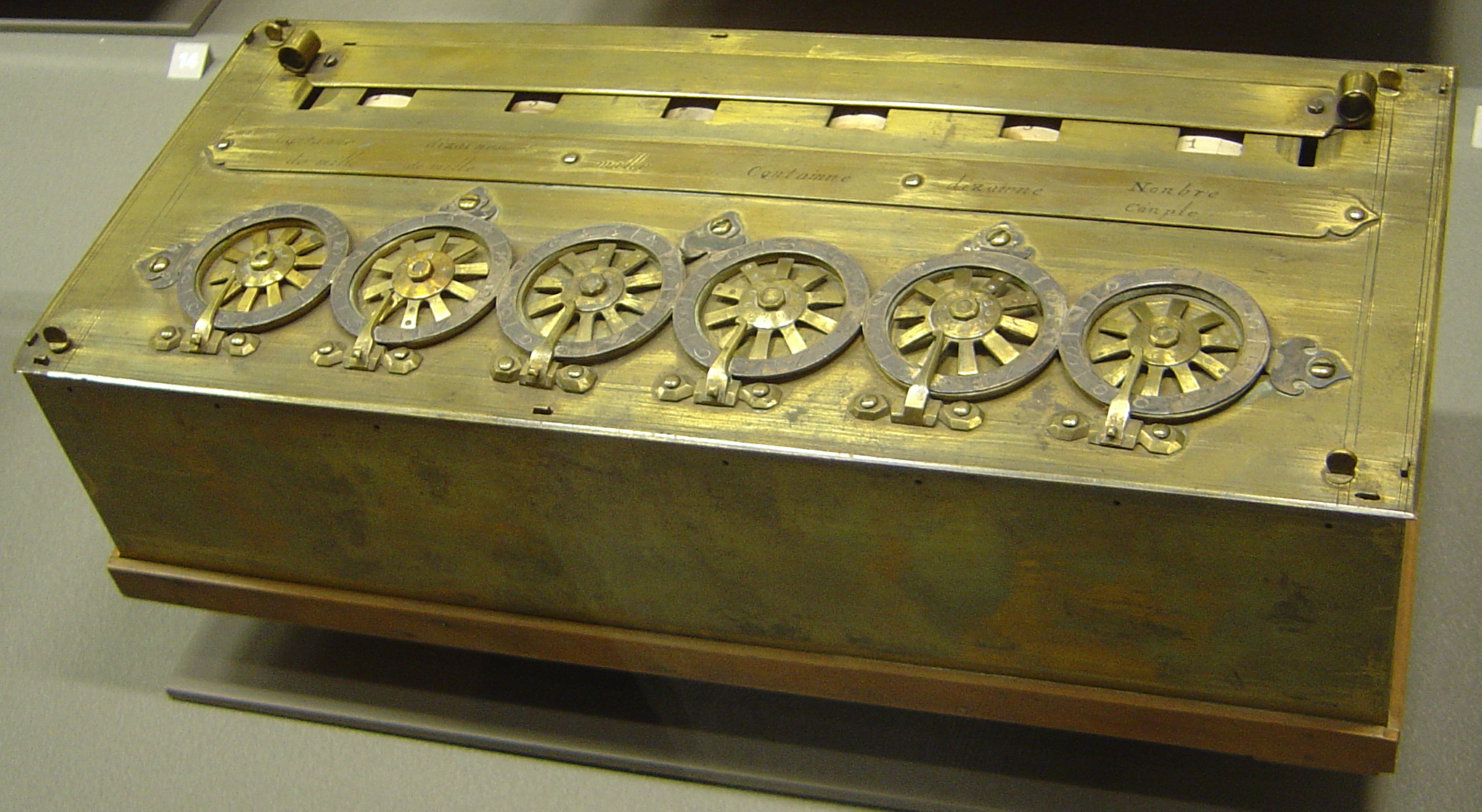
Pascalina

Pascalina – maszyna licząca zaprojektowana przez Blaise’a Pascala w latach 1641–1645 (według innego źródła była skonstruowała już w 1642 roku). Umożliwiała dodawanie i odejmowanie liczb. Był to drugi mechaniczny kalkulator w historii, po modelu skonstruowanym w 1623 lub 1624 roku przez Wilhelma Shickarda.
W chwili rozpoczęcia projektu Pascal miał około 19 lat. Motywacją jego projektu była chęć ułatwienia pracy ojcu, który był poborcą podatkowym w Rouen. Konstrukcja Pascala cieszyła się popularnością wśród uczonych i arystokratów. Maszynę widział m.in. Gottfried Wilhelm Leibniz, który w 1671 roku skonstruował własny model maszyny liczącej. Maszyny Pascala i Leibniza zainspirowały Charlesa Babbage’a do skonstruowania uniwersalnej automatycznej maszyny analitycznej w latach 30. XIX wieku.
Do 2006 roku odnotowano zbudowanie około 16 maszyn.